# Josephus Laurentius Dyckmans

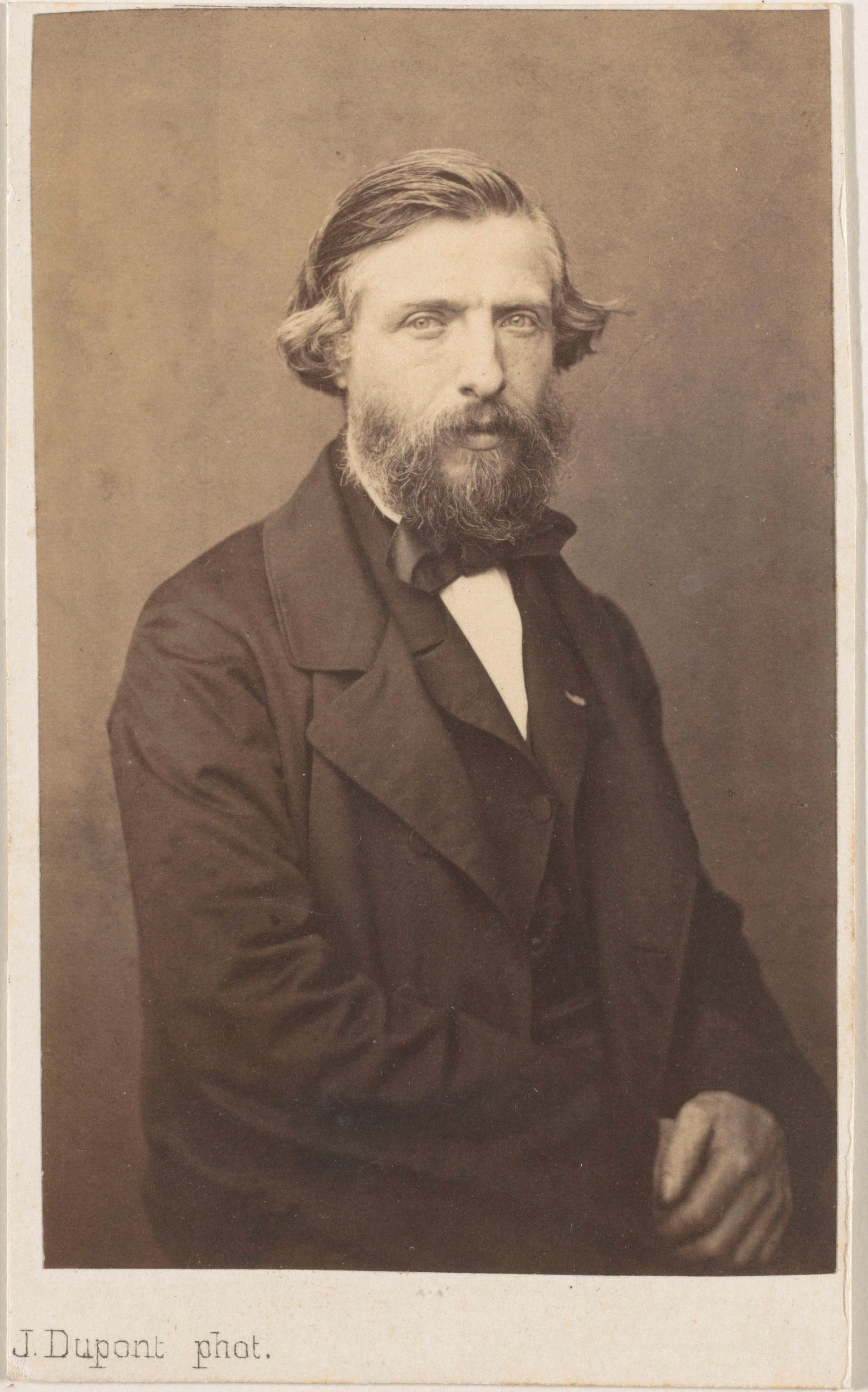
Joseph Laurent Dyckmans

Joseph(us) Laurent(ius) Dyckmans, född den 9 augusti 1811 i Lier, död den 8 januari 1888 i Antwerpen, var en belgisk målare. 
Dyckmans var lärjunge till Wappers, vars teknik han tillämpade på sina små tavlor, som skaffade honom tillnamnet "den belgiske Gerard Dou". Deras motiv är enkla och utförandet högst vårdat. Som exempel kan anföras Klaverlektion, Spetsknypplerskor, Grönsakstorg, Spinnerska, Blind tiggare, Sjömansänkan, Magdalena och Gatsångerska. Dyckmans är representerad bland annat i Antwerpens museum och i Londons nationalgalleri.

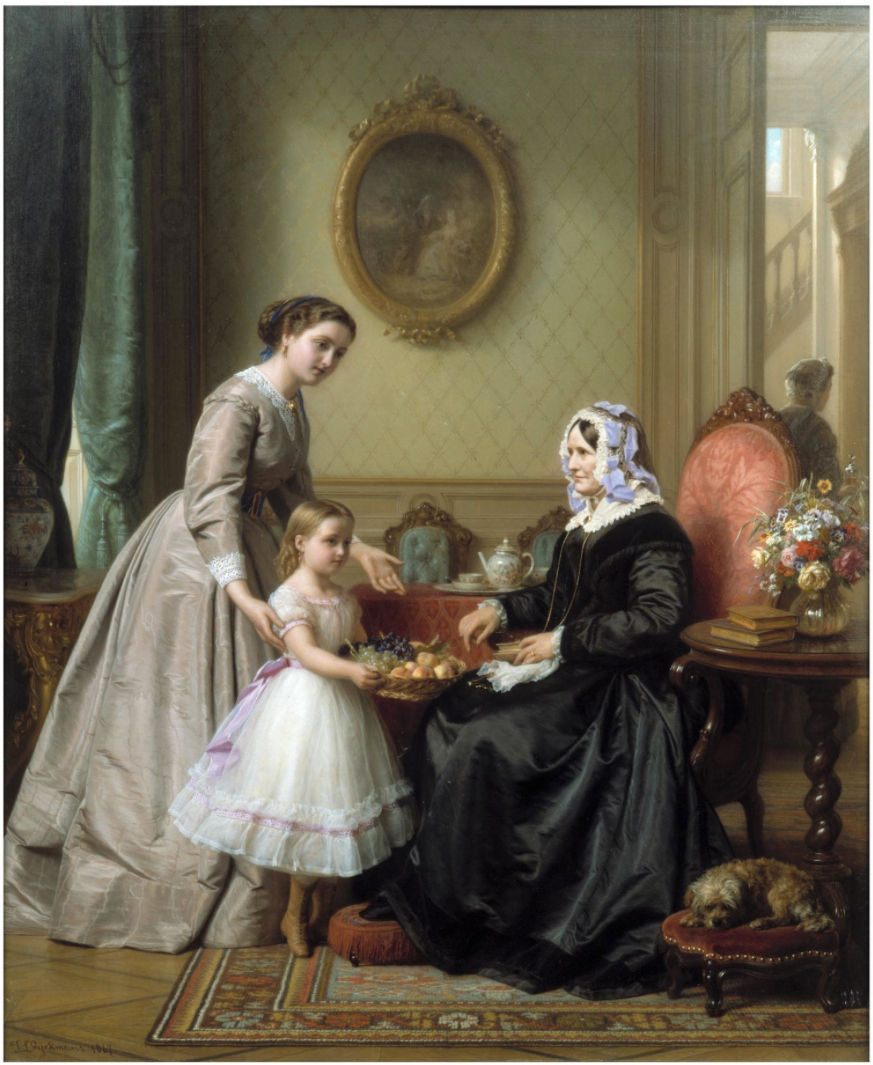
Mormors födelsedag
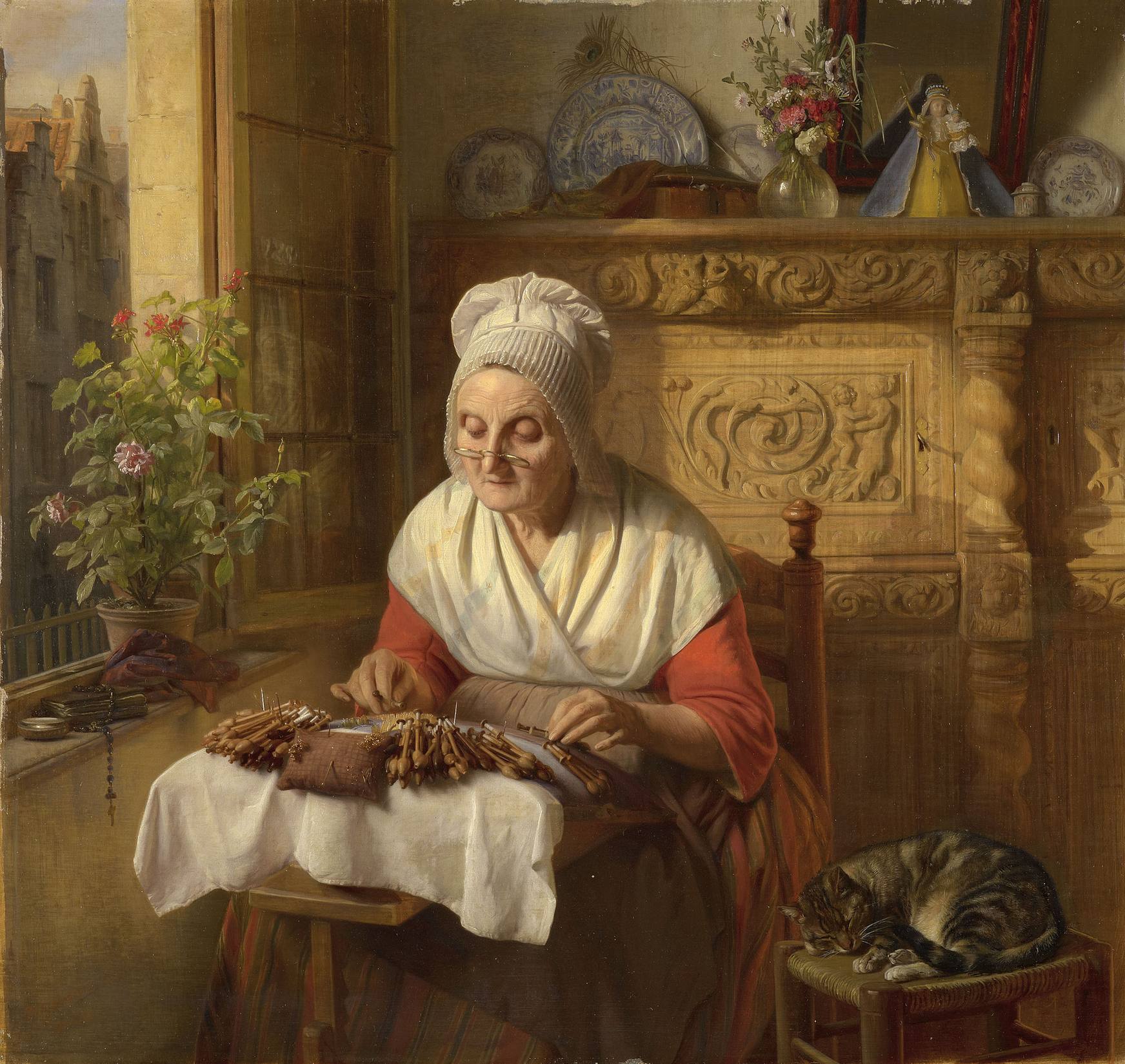
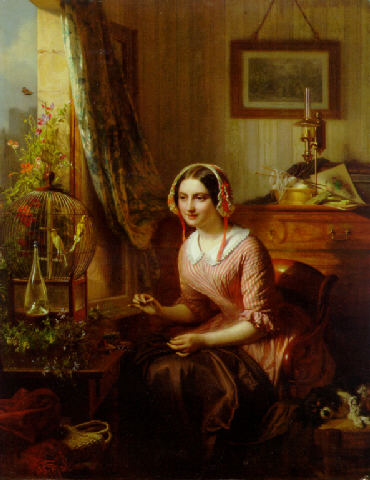
(1849)